# Radio Libertà (1944-1945)

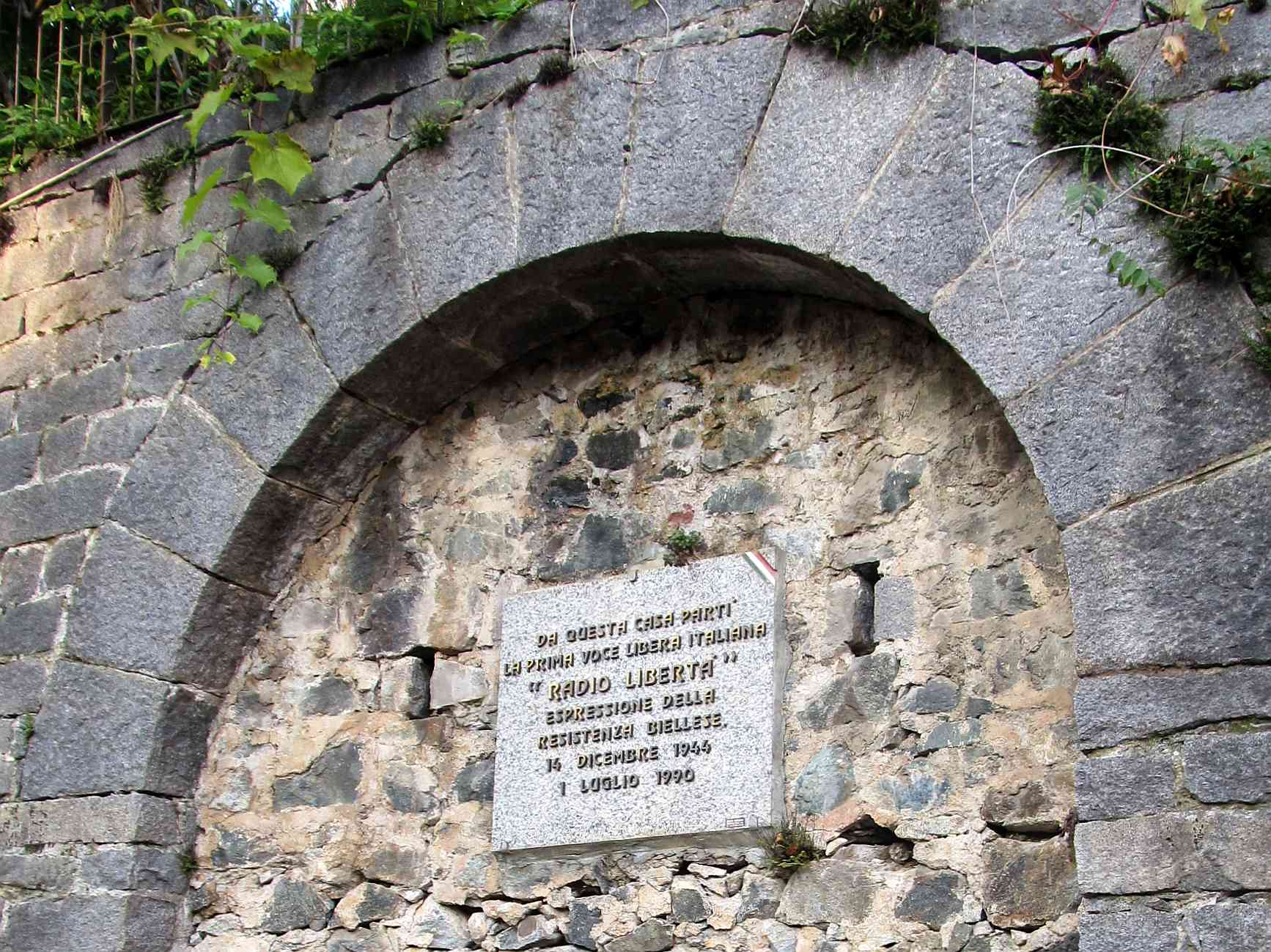
Lapide presso la frazione Trabbia dedicata a Radio Libertà

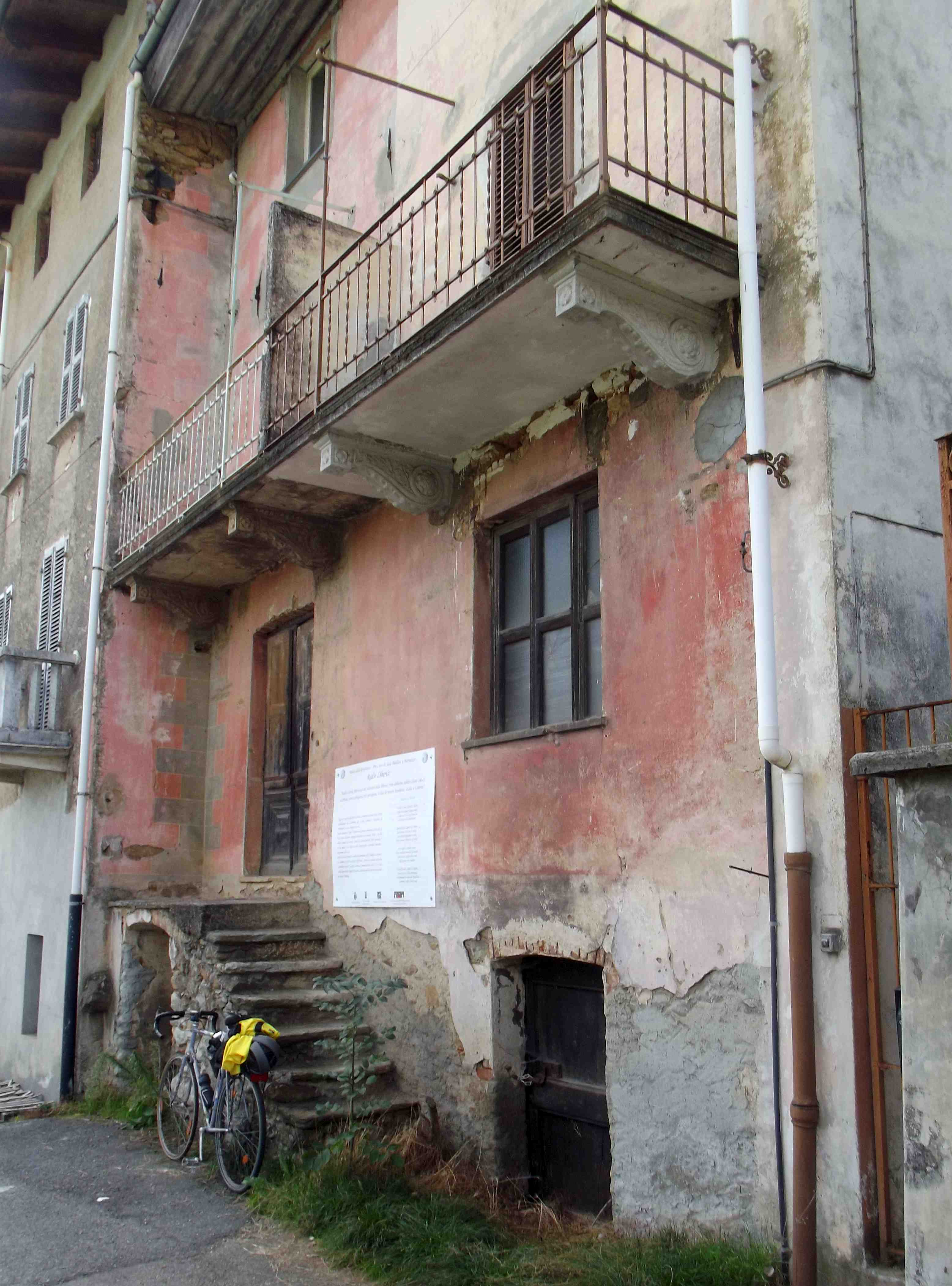
La sede delle trasmissioni clandestine da Sala Biellese.

Radio Libertà è stata un canale radio italiano. Risulta essere stata la sola emittente radiofonica rivolta al pubblico, e che avesse quindi una funzione non direttamente militare, gestita dai partigiani nel corso della Resistenza.

## Storia
Radio Libertà operò a partire dal 14 dicembre 1944 a Callabiana: le prime trasmissioni avvennero dalla frazione Trabbia e proseguirono per diverse sere.
L'idea nacque nell'ambito delle attività della seconda Brigata Garibaldi, e il contenuto delle trasmissioni è tuttora consultabile; la parte più consistente della documentazione relativa è custodita presso la Biblioteca Civica di Biella.
Il redattore della programmazione era Sam (il farmacista Sandro Berruto), lo speaker Gibo (il ferroviere Luigi Galleis) e il tecnico radiofonico Gamma (il panettiere Giovanni Passaglia).
Le trasmissioni avevano un accompagnamento musicale dal vivo, inizialmente eseguito alla chitarra dal Grifo (il filatore Alfio Re) e al quale poi si aggiunsero altri strumenti ed un coro..
Nel gennaio del 1945, a causa dell'accresciuta minaccia nemica, la radio fu smantellata e trasferita a Sala Biellese, dove proseguì la propria attività anche oltre al 25 aprile.